# Distretto di Carabamba
Il distretto di Carabamba  è uno dei quattro distretti della provincia di Julcán, in Perù. Si trova nella regione di La Libertad e si estende su una superficie di  254,28 chilometri quadrati.